# Alberto Lattuada
Alberto Lattuada (* 13. November 1914 in Mailand; † 3. Juli 2005 in Orvieto) war ein italienischer Filmregisseur und Drehbuchautor.

## Leben und Wirken
Lattuada war der Sohn des Komponisten Felice Lattuada (1882–1962), diplomierter Architekt, Mitbegründer von Zeitschriften, Gründungsmitglied der Mailänder Cineteca italiana, Journalist, Fotograf und, zwischen 1943 und 1986, Autor von 34 Kinofilmen und 3 großen Fernsehproduktionen.
Anfangs an Literatur interessiert, wurde er 1932 während seines Studiums Redaktionsmitglied des antifaschistischen Blattes „Camminare...“. Seine Filmkarriere startete er 1940 als Werbetexter und Regieassistent von Mario Soldatis „Piccolo mondo antico“. Als Fotograf präsentierte er seine neorealistische Sichtweise 1941 mit dem programmatischen Bildband Occhio quadrato, der wegen geringer Auflage von der faschistischen Zensur unbehelligt blieb. Der erste Film, bei dem er selbst Regie führte, war Giacomo l'idealista. Den künstlerischen Durchbruch schaffte er jedoch 1949 mit „Mulino del Po“ über die sozialen Kämpfe der Bauern in seiner lombardischen Heimat. Zusammen mit Federico Fellini führte er dann 1950 Regie bei Luci del varietà (Lichter des Variete). Für Fellini war dies der erste Film, bei dem er als Regisseur beteiligt war.
Knapp die Hälfte seiner Filme waren inspiriert von literarischen Vorlagen; insbesondere die großen Russen (Nikolai Wassiljewitsch Gogol, Alexander Sergejewitsch Puschkin, Michail Afanassjewitsch Bulgakow) boten ihm Gelegenheit, durch Literaturverfilmung seine kritische Weltsicht auszudrücken, das Bürgertum und die katholische Heuchelei zu kritisieren und vor allem kein faschistisches Kino zu machen. Er erzählt den ewigen Kampf zwischen den Bigotten und den Rebellen; und selbst wenn die Bigotten meist die Oberhand haben, so steht er doch immer auf der Seite der Rebellen.
Alberto Lattuada gehörte zur großen Generation des italienischen Autorenkinos der Nachkriegszeit. Außerhalb Italiens wurde Lattuada besonders bekannt durch „Der Skandal“ (1954) über das italienische Bürgertum und den Film „Die Steppe“ (1962). Ebenfalls internationale Anerkennung erlangte „Cosi come sei“ (Bleib wie du bist, 1978).

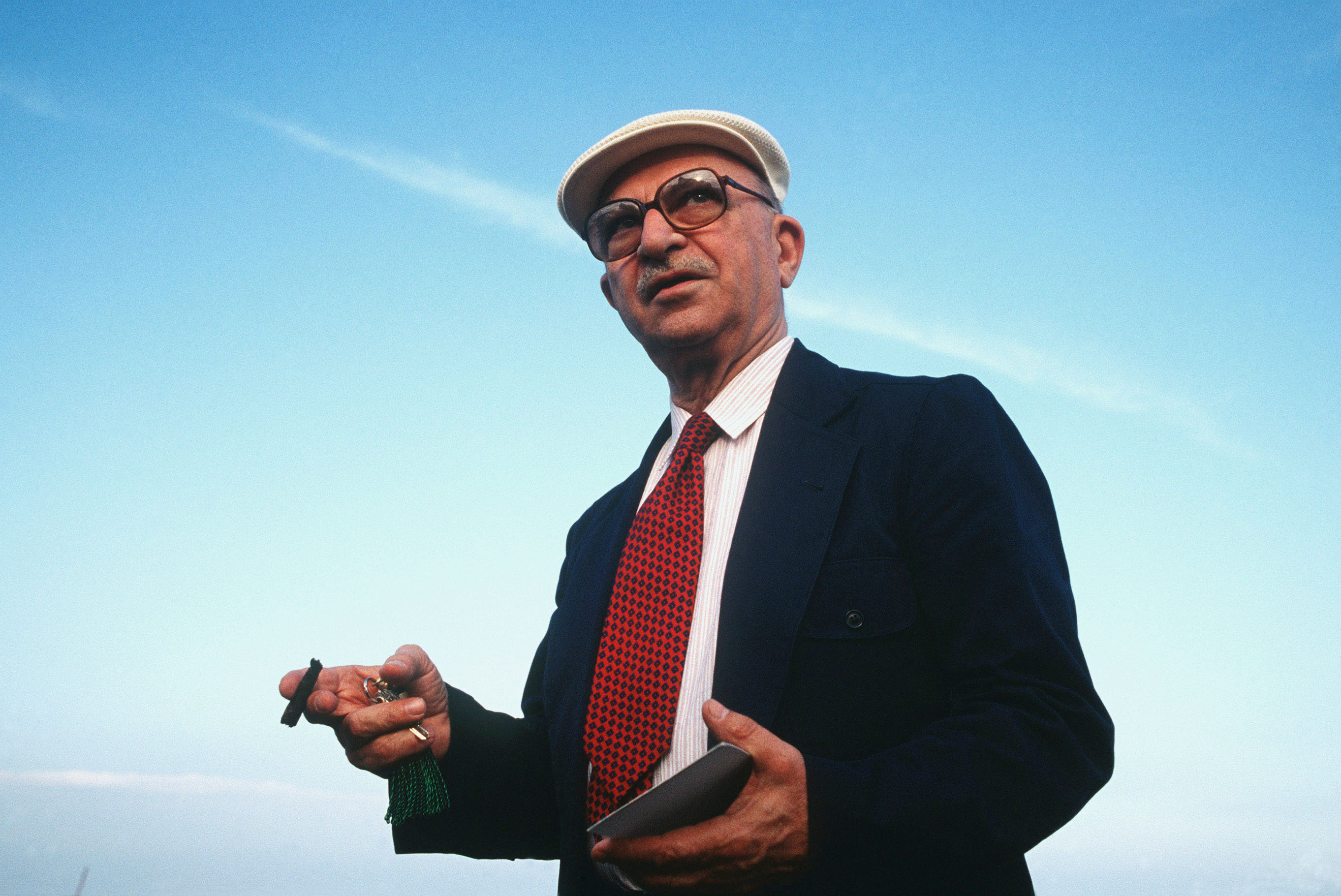
Alberto Lattuada 1991

Zu Lebzeiten häufig als „Eklektiker“ abqualifiziert, erfuhr der „Entdecker junger Mädchenblüte“ (Corriere della Sera), von Jacqueline Sassard bis Nastassja Kinski, erst in den Nachrufen der italienischen Kritiker eine differenziertere Würdigung. Seine Handschrift ist in der Sorgfalt der Figurenkomposition, in der intelligenten Bosheit des Blicks und in der Analyse der Nuancen des Begehrens erkennbar, derentwegen er als Autor des Erotischen gilt. Er war antibürgerlich aus Berufung und aufgrund seiner Bildung. Lattuada bediente sich auch der Erotik, um die Widersprüche der zeitgenössischen Gesellschaft aufzuzeigen. Seine Neigung zum Erotismus, vor allem in „La spiaggia“ (1953) „Guendalina“ (1957) und „I dolci inganni“ (1960) hat ihm im prüden Italien dieser Jahre Probleme mit der Zensur eingebracht und den etwas anrüchigen Ruf dessen, der sich auf junge Mädchen versteht. Er selbst, auf seine Vorliebe für Kindfrauen angesprochen, meinte: „Die Schönheit ist wie ein Anker, auf den man nicht verzichten kann in einer Welt, die sich Tag um Tag korrumpiert. Die Schönheit ist für mich ein fast religiöses Thema geworden, und die Entwicklung des Themas vom Mädchen, das zur Frau wird, ist eine Art Sicherheit, eine Faszination, die den Platz der Religion einnimmt, die ich nicht habe.“
Alberto Lattuado starb im Juli 2005 im Alter von 90 Jahren nach langer Alzheimer-Krankheit. Er war verheiratet mit der Schauspielerin Carla Del Poggio.

## Filmografie

### Drehbuch
- 1941: Kleine alte Welt (Piccolo mondo antico) – Regie: Mario Soldati
- 1942: Sissignora – Regie: Ferdinando Maria Poggioli
- 1966: Matchless, mit Dean Craig, Luigi Malerba und Jack Pulman; auch Regie
- 1975: Warum bellt Herr Bobikow? (Cuore di cane), mit Viveca Melander
- 1985: Christopher Columbus

### Darsteller
- 1955: Ein Held unserer Tage (Un eroe dei nostri tempi)
- 1994: The Bull (Il toro) – Regie: Carlo Mazzacurati

### Regie
- 1943: Giacomo l’idealista
- 1946: Bandito (der Bandit) (Il bandito)
- 1947: Das Verbrechen des Giovanni Episcopo (Il delitto di Giovanni Episcopo)
- 1948: Ohne Gnade (Senza pietà)
- 1949: Die Mühle am Po (Il mulino del Po)
- 1950: Lichter des Varieté (Luci del varietà)
- 1951: Anna
- 1952: Der Mantel (Il cappotto)
- 1953: Liebe in der Stadt (Amore in città) – (Episode: Die Italiener drehen sich um)
- 1953: Die Wölfin von Kalabrien (La lupa)
- 1953: Der Skandal (La spiaggia)
- 1954: Meine Lausejungs (Scuola elementare)
- 1957: Gwendalina (Guendalina)
- 1958: Sturm im Osten (La tempesta)
- 1960: Süße Begierde (I dolci inganni)
- 1960: Bevor das Licht verlöscht (L'imprevisto)
- 1960: Die Nacht vor dem Gelübde (Lettere di una novizia)
- 1962: Die Steppe (La steppa)
- 1965: Mandragola (La mandragola)
- 1967: Matchless
- 1969: Fräulein Doktor
- 1969: L’amica
- 1970: Schwestern teilen alles (Venga a prendere il caffè… da noi)
- 1972: Die Sünde (Bianco, rosso e…)
- 1973: Sono stato io!
- 1974: Bambina (Le farò da padre)
- 1976: Warum bellt Herr Bobikow? (Cuore di cane)
- 1976: Oh, Serafina!
- 1978: Bleib wie du bist (Così come sei)
- 1980: La cicala
- 1985: Christopher Columbus (Fernsehserie)
- 1986: Una spina nel cuore
- 1988: Skandal in Verona (Fratelli) (Fernsehserie)